# Kerk van Annisse
De Kerk van Annisse (Deens: Annisse  Kirke) is een parochiekerk van de Deense Volkskerk in de regio Hovedstaden, gemeente Gribskov.

## Architectuur
De kerk bestaat uit een romaans koor en schip, een zwaar verbouwde toren en een laatgotisch voorportaal. In 1847 werd er een verlenging van het koor uitgevoerd. Er vonden meerdere renovaties plaats, zoals in 1650 toen de toren grotendeels werd herbouwd. Initialen en monogrammen aan de noordelijke en westelijke kant van de toren verwijzen naar de namen Anne Wind (noordelijke kant) en Otto Krabbe en de bisschop van Seeland, Henry Bornemann (zuidelijke kant), die de herbouw in 1650 respectievelijk de renovatie van de toren in 1699 mogelijk maakten.

## Interieur
Het altaarstuk bevat een schilderij van J.L. Lund uit 1845 in een neogotische omlijsting en toont de Hemelvaart van Jezus. Achter het altaar bevindt zich een bord met de namen van de predikanten van de kerk sinds de reformatie.
De uit circa 1630 daterende preekstoel bezit fraai inlegwerk in de kleuren rood, blauw, groen en zwart. Op de hoeken tussen de velden van de kanselkuip zijn op de taps toelopende zuiltjes kleine bustes van Christus en de vier evangelisten aangebracht.
Op het zeshoekige doopvont van zandsteen zijn o.a. twee wapenschilden te zien met het inschrift Saxe Jensen 1637. De twee wapenschilden zijn van de leenheer van Kronborg en zijn vrouw, Frederik Urne en Karen Arenfeldt. Saxe Jensen was priester in de kerk van 1615 tot 1651 en heeft het doopvont geschonken.
In het midden van het kerkschip hangt een model van het opleidingsschip Danmark. Het werd door Christian Holten gebouwd en door Nina en Regitze Holten geschonken aan de kerk.

## Orgel
In de herfst van 2009 werd een nieuw orgel in gebruik genomen. Het werd door de orgelbouwer Gunnar Husted gebouwd en vervoegt over 13 registers verdeeld over twee manualen en pedaal.